# مرکز اجتماعات محلی
مرکز اجتماعات (محلی) یا مرکز جامعه (محلی) به مکانی عمومی گفته می‌شود که در آن اعضای یک اجتماع گرد هم می‌آیند. این گردهم آیی معمولاً برای فعالیت‌های گروهی، حمایت اجتماعی، تبادل اطلاعات عمومی و مقاصد دیگر است. مراکز اجتماع ممکن است در اختیار عموم جامعه باشند یا به گروه‌هایی خاص تعلیف داشته باشند. نمونه‌هایی از مراکز اجتماعات خاص را می‌توان مراکز اجتماع مذهبی مسیحیان، مسلمانان و یهودیان و نیز باشگاه‌های جوانان در نظر گرفت.

## کاربردها و فعالیت‌ها

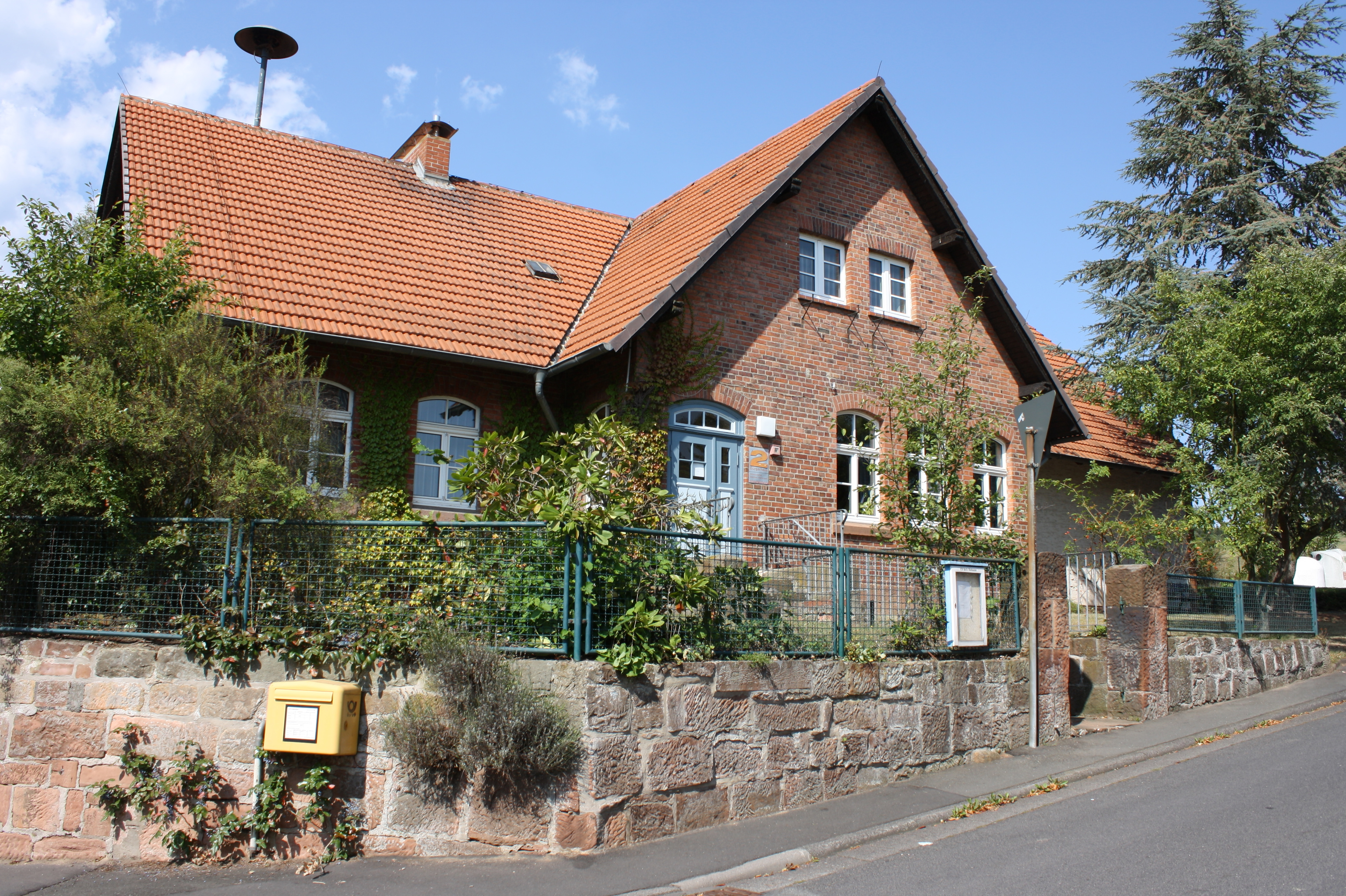
مرکز اجتماعات محلی در ماربورگ آلمان.

مراکز اجتماعات محلی به‌طور کلی بسیاری از فعالیت‌های گروهی و اجتماعی را میزبانی می‌کنند. نمونه‌های آن‌ها در زیر آمده است:
- به عنوان مکانی برای جشن‌ها و مراسم عمومی همگانی و سنتی.
- به عنوان مکانی برای جلسات عمومی شهروندان در مورد مسائل مختلف.
- به عنوان مکانی برای ملاقات سیاستمداران و مقامات با شهروندان.
- به عنوان یک محل برای ملاقات اجتماعی افراد جامعه.
- به عنوان محلی برای باشگاه‌های محلی و کارهای داوطلبانه.
- به عنوان یک محل قابل اجاره برای اجرای برخی ملاقاتها و برنامه‌های خانوادگی، فامیلی و گروهی مانند ازدواج.
- به عنوان یک محل برای نشان دادن، روایت و مرور حوادث تاریخ محلی.
- به عنوان محلی برای سازماندهی فعالیت‌های غیردولتی.
- به عنوان جایی برای برنامه‌های سرگرم‌کننده مثل سیرک.[۱]

## سازمان و مالکیت

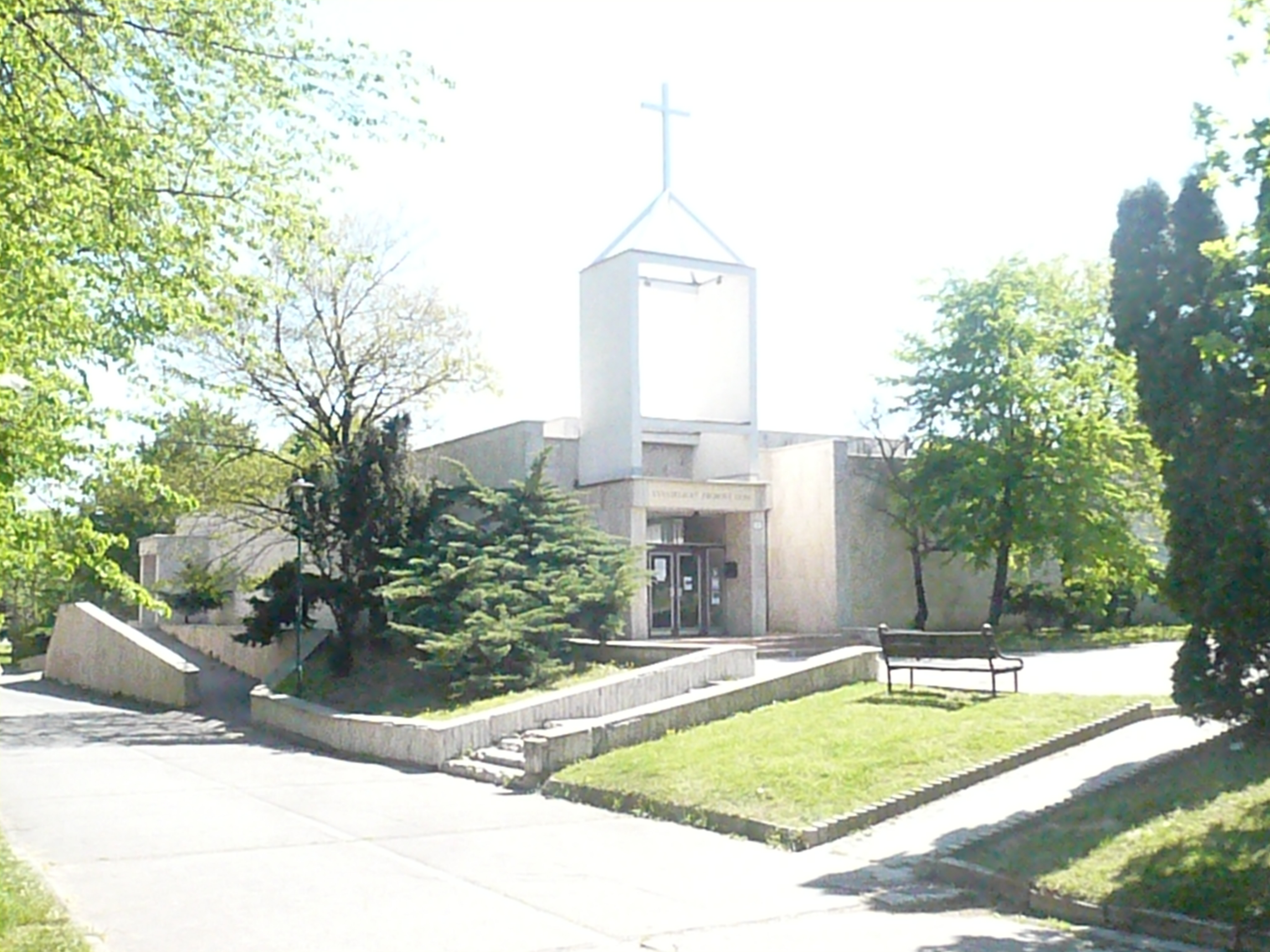
مرکز Dúbravka پروتستان در براتیسلاوا (اسلواکی).

در سراسر جهان چهار راه رایج برای تأسیس مراکز اجتماعات محلی وجود دارد. این راه‌ها عبارتند از:
- مرکز اجتماع متعلق به اجتماع (محلی): این مراکز توسط مردم، نمایندگان محلی و گروه‌های محلی مالکیت و اداره می‌شوند.
- دولتی: این مراکز را دولت در محلات ایجاد می‌کند. در ایران سرای محله در محلات برخی شهرها وجود دارد.
- حمایت شده: این مراکز از سوی افراد ثروتمند یا سازمانهای اجتماعی حمایت مالی می‌شوند.
- تجاری: این مراکز با اهداف تجاری و سودآوری تشکیل می‌شوند.[نیازمند منبع]